# 八戸中心街ターミナル

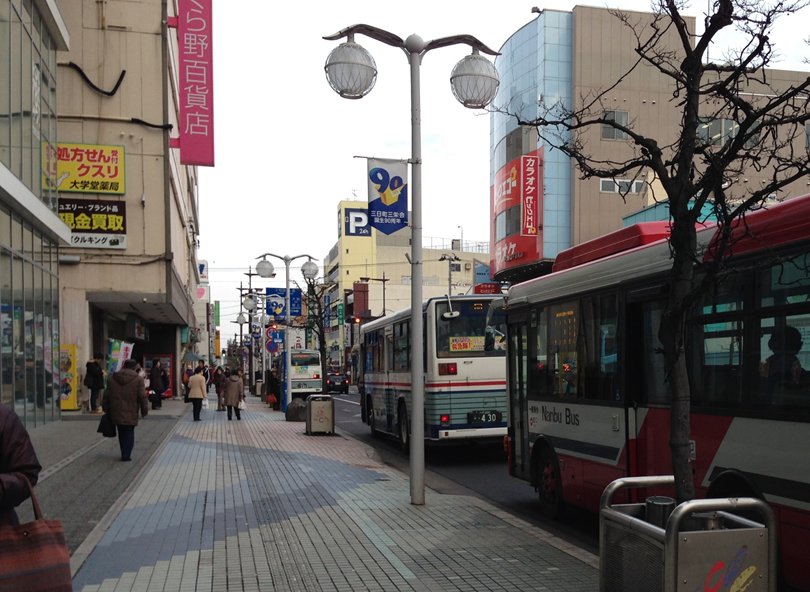
1番のりば（三日町）に連なる路線バス

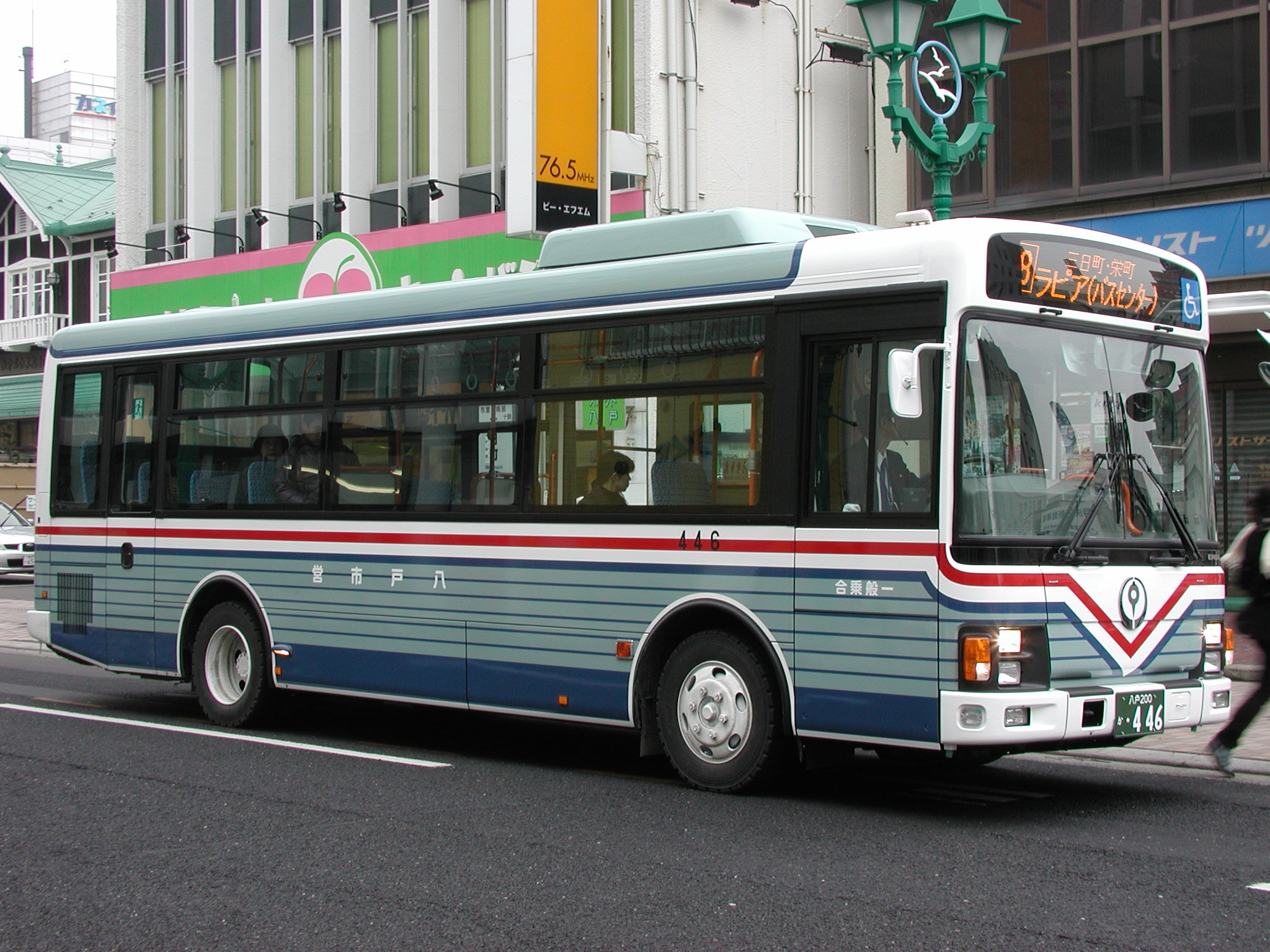
2番のりば（八日町）に停車中の市営バス

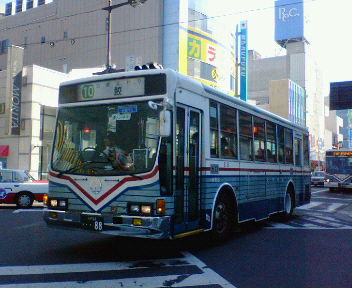
現在のターミナル内にある三日町スクランブル交差点を進む市営バス

八戸中心街ターミナル（はちのへちゅうしんがいターミナル）は、青森県八戸市にある、同市および周辺地域を運行する路線バスと同地域発着の長距離高速バスおよび高速ツアーバスなどが利用するバスターミナルである。
かつて、主に5つの停留所がそれぞれ個別に設定されていたが、運行事業者ごとだけではなく路線や行き先によっても停留所の場所や名称が異なっていたため、自治体や運行事業者などが中心となって停留所名称や路線ごとの乗り場を統一し、ターミナル化したものである。

## 立地

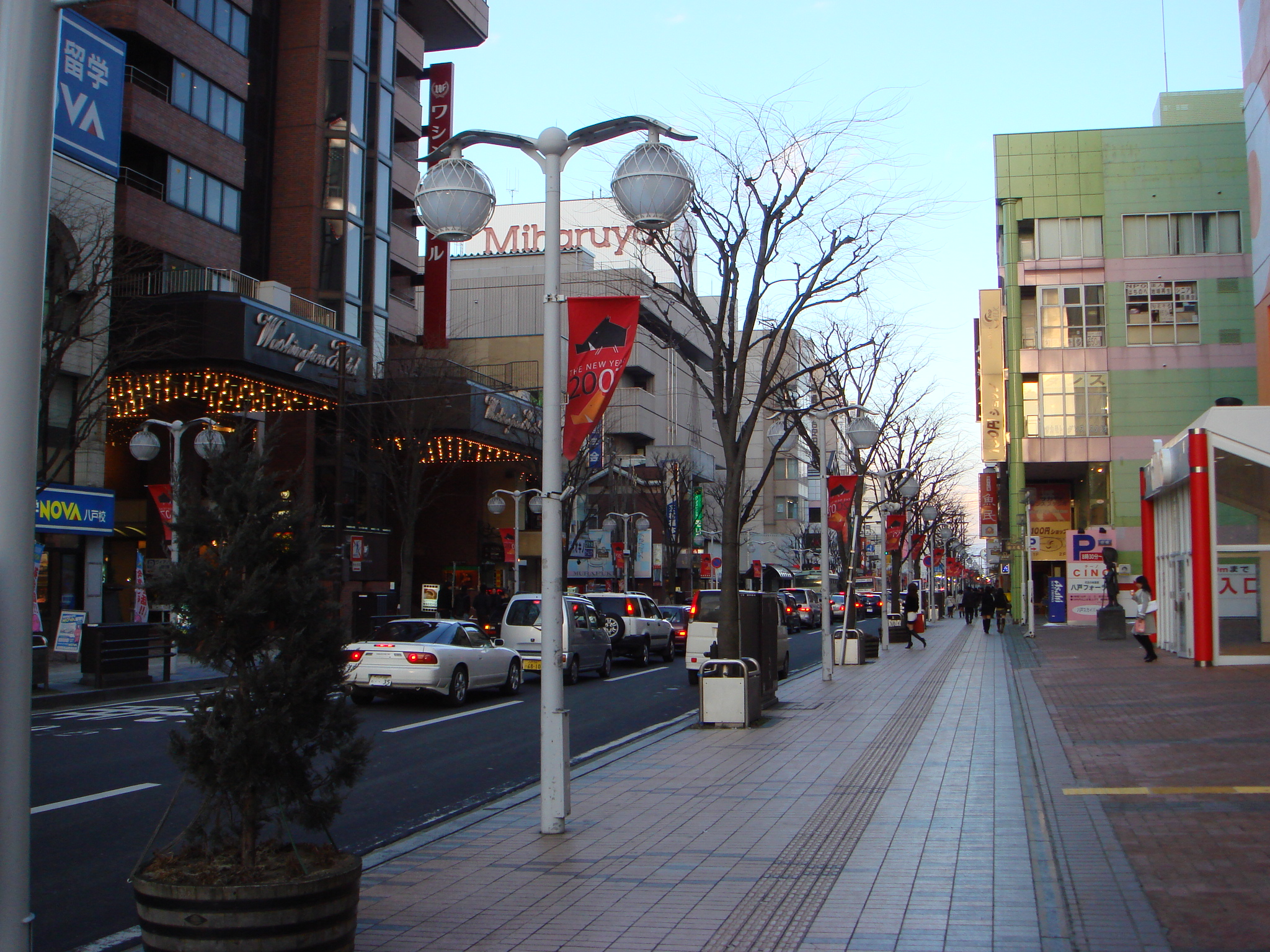
八戸市中心市街地（廿三日町から三日町方向を撮影、2007年2月）

バスの路線網は放射状に形成されており、岩手県北地域に近いため、岩手県からの一般路線も多く運行されている。また、八戸市が新産業都市指定後は、団地などの郊外宅地開発が市内各所で進められたことから、同ターミナルから団地間を結ぶ路線が多く設定され、比較的豊富な運行本数が設定されている。八戸市中心市街地の北東寄りにはショッピングセンターなどの郊外型商業施設が密集している地域があり、同ターミナルからも複数の路線が運行されている。
北へ約500 mの位置に東日本旅客鉄道八戸線の本八戸駅があり、鉄道から独立したバスターミナルとなっている。さらに、古くより上野からの特急列車が多く発着し、現在は東北新幹線も乗り入れる八戸駅と八戸市中心市街地とは5 kmほど離れており、現在まで鉄道駅を起点としたバス路線はほとんど設定されず、多くが同ターミナルを中心としたバスによる公共交通網が形成されている。
一時期設置されていた八戸中心街ターミナルモビリティセンター（モビセン）は、「3番のりば（中央通り）」のちょうど真向かいに位置した。路線バスにおける案内のほか、回数券などの乗車券類における販売、パンフレットの配布も行われていたが、はっち内のエントランスカウンターに集約された。市営バスの運行便に限り、カウンター前にて液晶ディスプレイによりターミナル各乗り場のリアルタイム運行情報が提供されている。

## 構造と運行形態

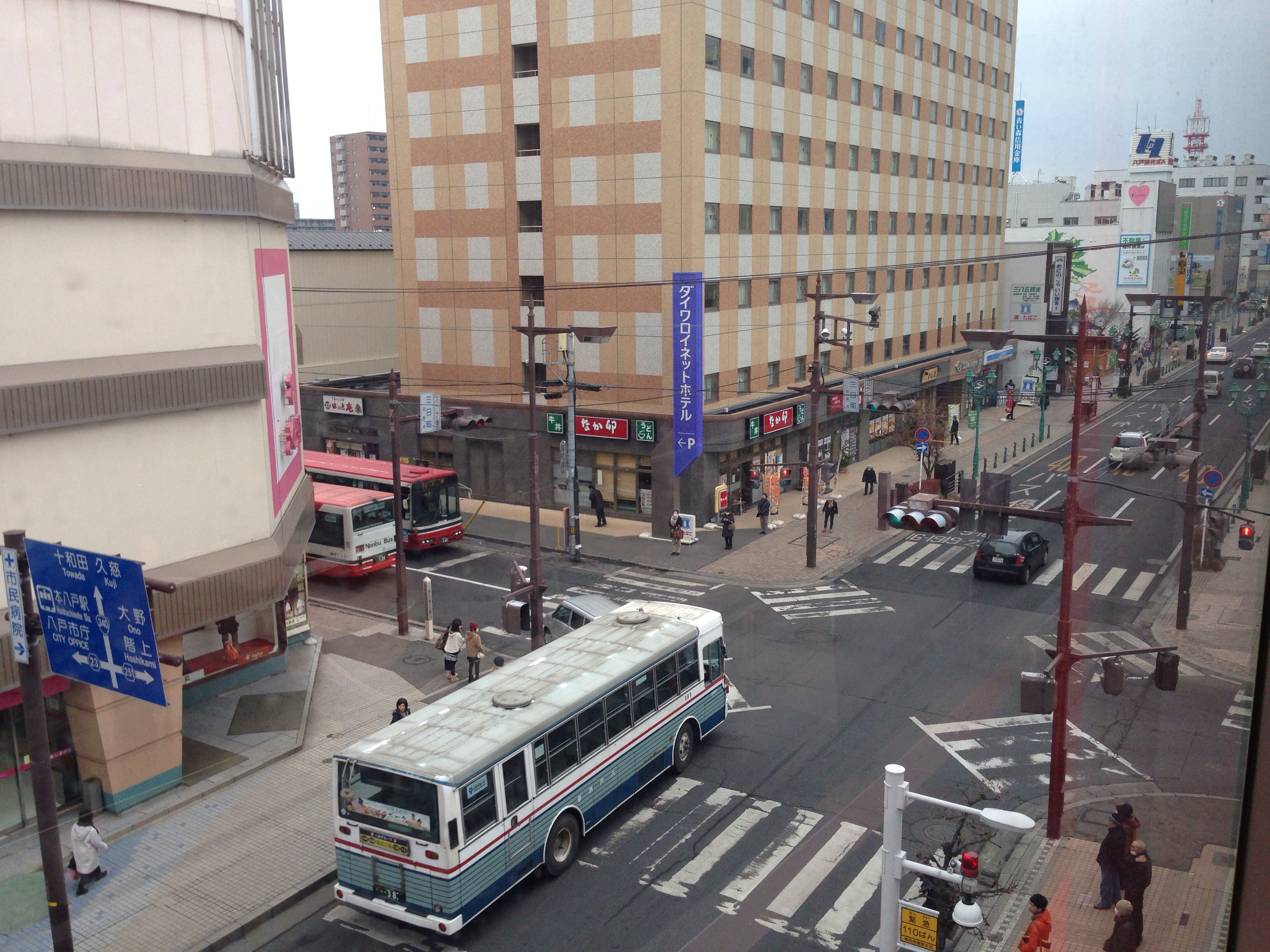
ターミナルのほぼ中央にある三日町スクランブル交差点

全国でも珍しい青空ターミナルになっており、市街地内に各乗り場が点在する形でターミナルが形成されている。
同中心市街地は、八戸藩の城下町として古くからの街の形を残しており、市街地内の道路は各部で狭い部分があり、主要通りの多くの車道が一方通行化されている。この理由から同ターミナル発着の路線は、同じ路線であっても方向により通るルートと乗り場が異なる。例えば、八戸駅 - 中心街ターミナル - ラピアといった路線の場合、ラピア行きは「表通り」の2番のりばに発着するが、八戸駅行きは「裏通り」の5番のりばに発着する。

### のりばの位置

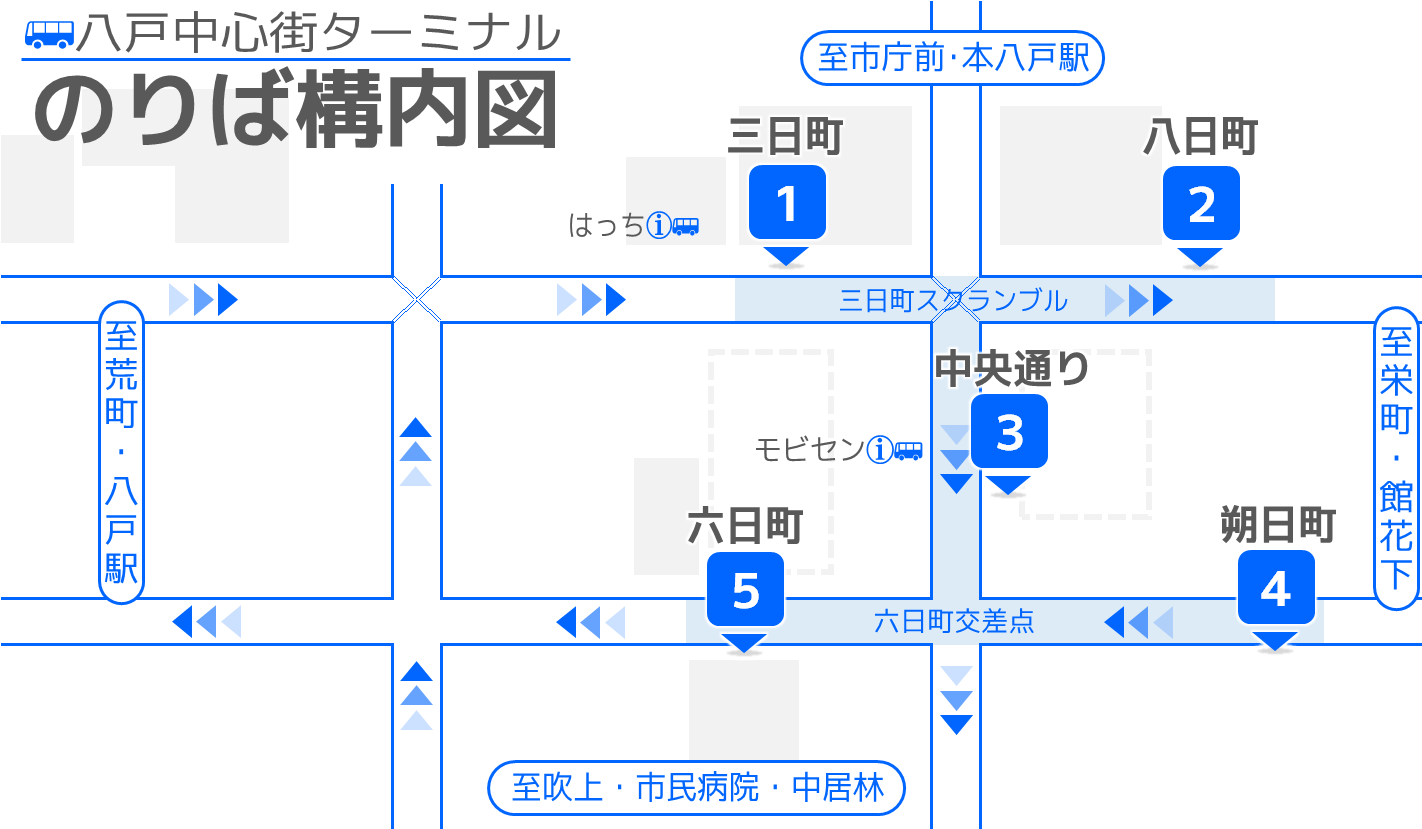
ターミナルの構内略図

中心街ターミナルは、3つの通りから形成されている。
中心市街地をほぼ東西に通りメインストリートである旧国道45号線の「表通り」、それに並行して直ぐ南側に位置する「裏通り」、その2つの通りを南北に貫く通りがある。
表通りは東方面への一方通行、裏通りは西方面への一方通行、南北の通りが南方向への一方通行となっている。
南北の通りと交差する部分はそれぞれ「表通り」が「三日町（スクランブル）交差点」、「裏通り」が「六日町交差点」。
表通り上には「三日町交差点」の西側に「1番のりば（三日町）」があり、東側に「2番のりば（八日町）」が置かれる。
裏通り上には「六日町交差点」の西側に「5番のりば（六日町）」、東側に「4番のりば（朔日町）」。
南北の通りの両交差点の間に「3番のりば（中央通り）」が置かれている。

## 乗り入れ事業者
主に八戸市営バス（市営バス）、岩手県北自動車（南部バス）、十和田観光電鉄（十鉄バス）の3者が乗り入れる。
八戸市内路線については市営バスが主体的に運行しており、一部を補完する形で南部バスの市内路線も存在する。また、近隣市町村まで結ぶ中距離路線は、その多くを南部バスが運行し、十和田市やおいらせ町などへの路線については十鉄バスが運行している。
高速バスについては、岩手県北バス（以下「県北バス」）、十鉄バス、国際興業などが運行している。

## 路線ナンバリング制度

### 概要

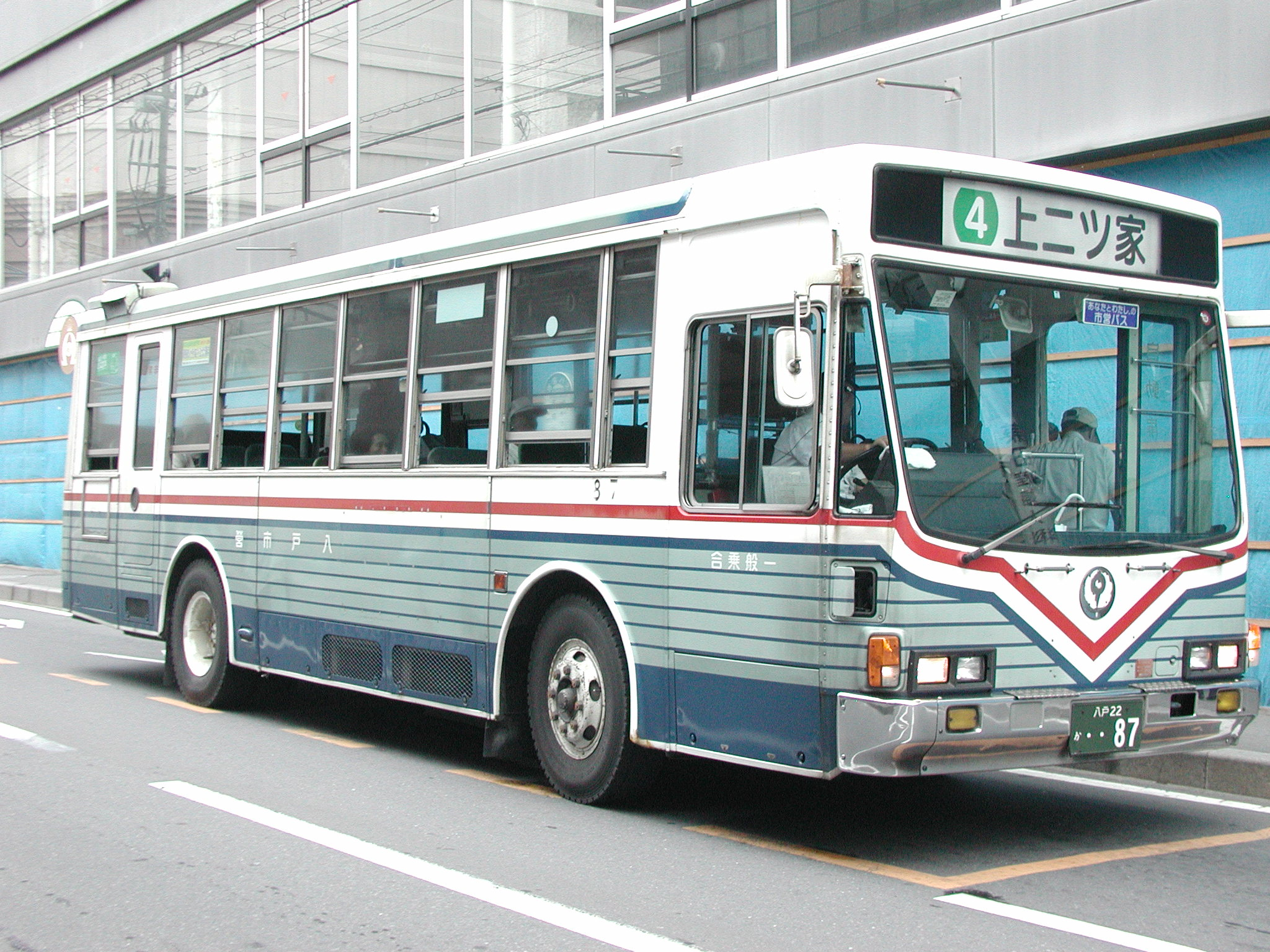
アルファベット記号導入前の市営バス番号表示

以前より同圏域のバス路線では行き先別の番号表記を採用している。京都市バスや東京都電などのように系統別の番号表記ではなく、主にバスの行き先ごとに番号がふられている（一部、旭ヶ丘営業所行きなど例外あり）。例として「ラピア」行のバスは、「三戸営業所⇒中心街⇒ラピア」であっても「旭ヶ丘営業所⇒市民センター前⇒ラピア」であっても両者ともに「8」番と表記され、車両の行き先表示等は「[8]ラピア」となる。
八戸市が策定した「八戸市地域公共交通総合連携計画」を元に、中心街を起点としてどの方面に向かうバスであるかが一目でわかるように、行先方向幕による表示などに対しての「路線ナンバリング」制度を、3事業者同時に2010年4月1日のダイヤ改正時より導入することになった。詳しくは八戸市営バス#路線ナンバリング制度も参照。
表記方法は、従来使用している行先別番号の頭に「方面別記号」を付けている。例として「[8]ラピア」行のバスは、ピアドゥラピア方面の記号「P」を番号の頭につけ「P8」番と表記され、車両の行き先表示などは「[P8]ラピア」となる。なお八戸市営バス、南部バスには方面別記号が書いていない行先番号だけのバスも存在する。元来行先別番号を使用していなかった十和田観光電鉄ではアルファベットのみのナンバリングを使用しており、導入当初方向幕使用車両は方向幕ではなく、フロントガラスに横長で配色がされたカードを取り付けて対応していた。

### 方面別記号

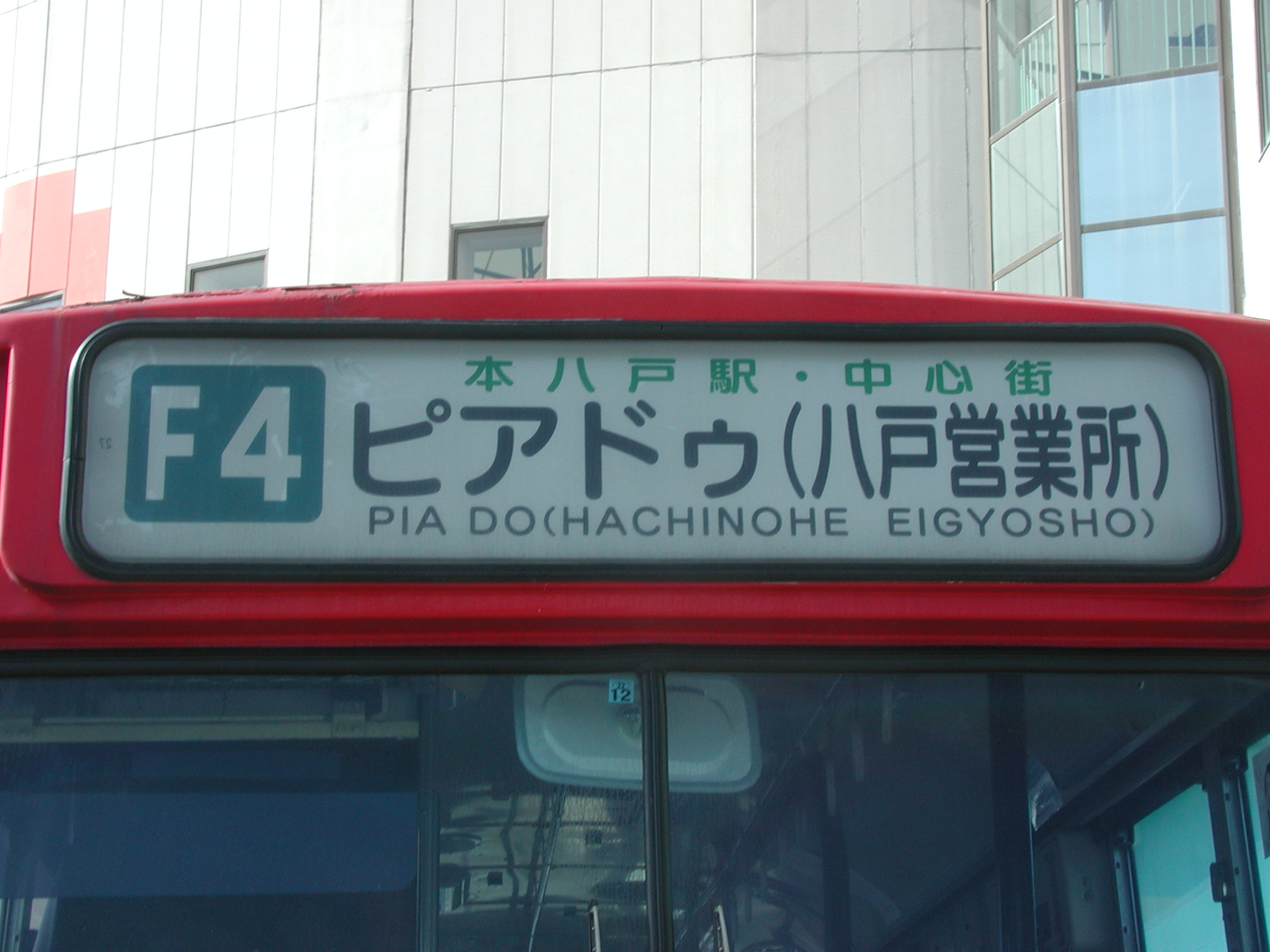
南部バスの白色幕ではナンバリングのカラー表示が使われている

- C  - 中心街ターミナル行
- N  - 根城大橋方面
- T  - 田面木方面
- G  - 五戸方面
- K  - 桔梗野方面
- H  - 八太郎方面
- P  - ピアドゥ・ラピア方面
- M  - 湊・鮫方面
- Y  - 柳橋・平庭方面
- A  - 旭ヶ丘・工業大学方面
- S  - 市民病院方面
- J  - 縄文・是川方面
- F  - 二ッ家方面
- W  - 水道企業団・ニュータウン方面

### 主な行き先番号
市内は1 - 2桁、市外は3桁で表記される。
- 1.大杉平バスセンター
- 3.旭ヶ丘営業所
- 4.上二ツ家
- 4.二ツ家（八戸営業所）
- 5.中心街（①三日町/②八日町/④朔日町）
- 6.上柳町→上柳町循環線
- 7.ラピア・ピアドゥ
- 8.ラピア（バスセンター）
- 8.ピアドゥ・ラピア
- 10.鮫（白銀経由）
- 12.高等支援学校
- 13.シーガルビューホテル
- 14.法師浜
- 15.金浜小学校
- 20.鮫（上柳町経由）
- 24.岬台団地
- 26.平庭
- 27.八戸学院大学（美保野・短大前）
- 30.旭ヶ丘営業所
- 31.桜ヶ丘
- 32.第二桜ヶ丘
- 33.東霊園【お盆期間中臨時運行】
- 34.工業大学
- 35.市民病院
- 40.是川団地（斎場前経由）
- 42.是川団地（是川市民センター経由）
- 45.是川縄文館
- 50.本八戸駅
- 51.舟見町（ラピア）
- 55.河原木団地（南口）
- 58.多賀台団地
- 59.シルバークリニック
- 60.八戸駅
- 61.中央市場（八食センター）
- 63.西高校（八戸駅）
- 67.ハイテクパーク
- 68.多賀台団地（西売市経由)
- 71.聖ウルスラ学院（循環）
- 72.一日市
- 75.八戸ニュータウン（循環）
- 100.階上庁舎
- 100.階上庁舎（ハートフルプラザ）
- 102.階上中学校
- 103.階上（工業大学前経由）
- 104.階上（松館経由）
- 111.市ノ沢
- 112.荒谷
- 116.市ノ沢→軽米
- 120.大野
- 132.苫米地駅通り
- 140.五戸
- 140.五戸総合病院
- 170.三戸
- 190.田子

## 祭り・イベント開催による迂回運行

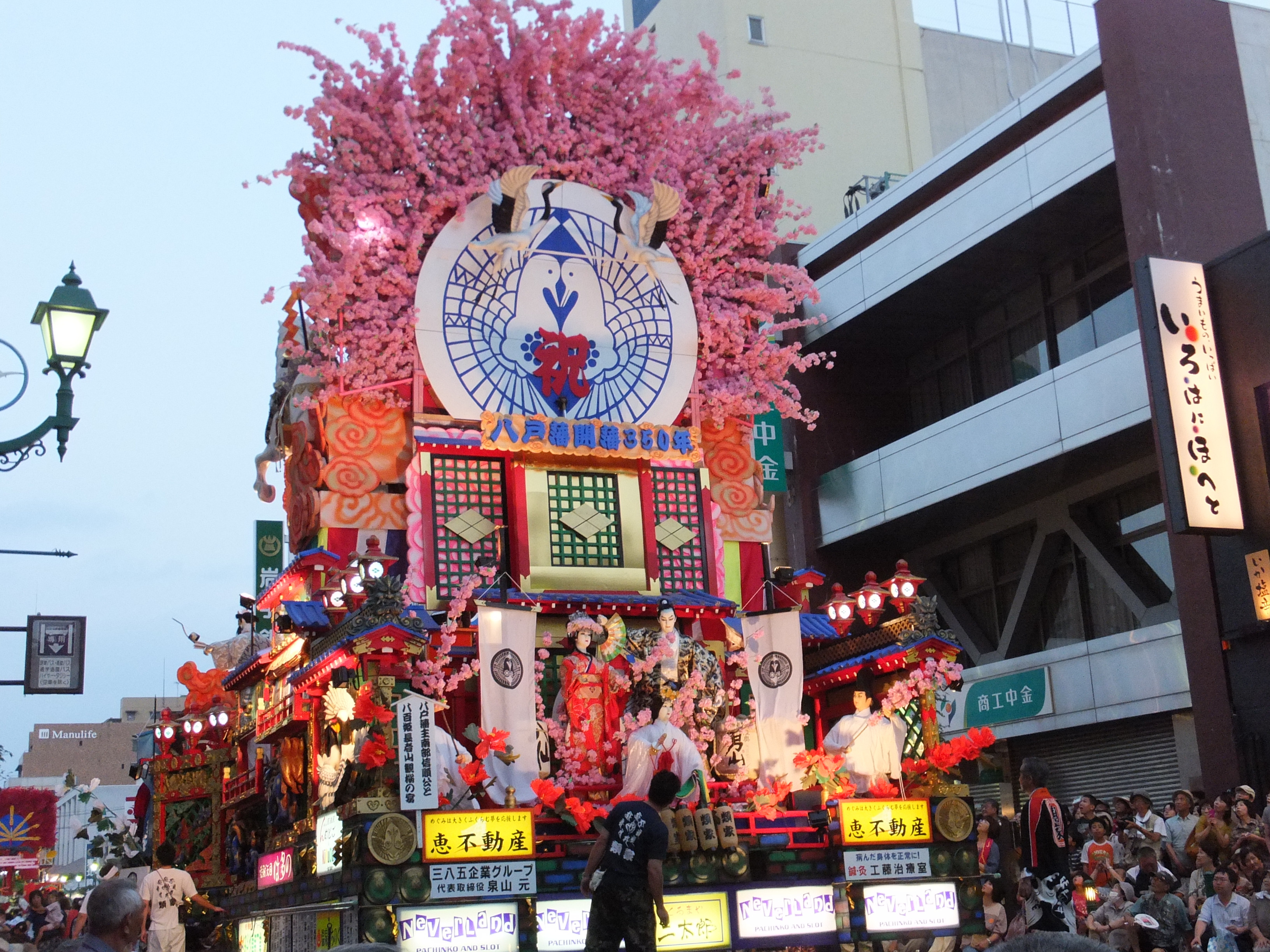
「2番のりば（八日町）」付近で行われた八戸三社大祭の山車運行の様子

同中心市街地は「八戸三社大祭」をはじめとする多くの行催事が行われ、通行止めなどの交通規制がたびたび行われる。そのため中心街ターミナルを発着するバス路線においては大幅な迂回運行が年内に何度も実施される。三社大祭などの場合、交通規制がされている道路区間の手前にある停留所で終点となり、交通規制区間の先にある停留所を始発として通常の終点まで運転される。
なお、行先の表示は通常の終点が表示され、実際に終点となる停留所の名称が車両前面に提示される。また、場合により臨時停留所が設けられ発着が行われることもある。

### 主な当該行催事と時期
| イベント名         | 時期                      | 規制区間                                          | 備考  |
| ------------------ | ------------------------- | ------------------------------------------------- | ----- |
| 八戸市消防団出初式 | 1月                       | 新荒町 ～ ①三日町 ～ 市庁前（平成27年実績による） | [ 3 ] |
| はちのへホコテン   | 5、6、8、10月の最終日曜日 | 十三日町 ～ ①三日町                               | [ 4 ] |
| 八戸七夕まつり     | 7月中旬～下旬             | 十三日町 ～ ①三日町                               |       |
| 八戸三社大祭       | 7/31～8/4                 | 日程により中心街主要部全域規模                    | [ 5 ] |
| 八戸えんぶり       | 2月                       | 十三日町 ～ ①三日町 / ⑤六日町                     | [ 6 ] |

## 1番のりば（三日町）
さくらの百貨店前
■[H]・■[P]
[150円]市内循環線・シルバーフェリーシャトル

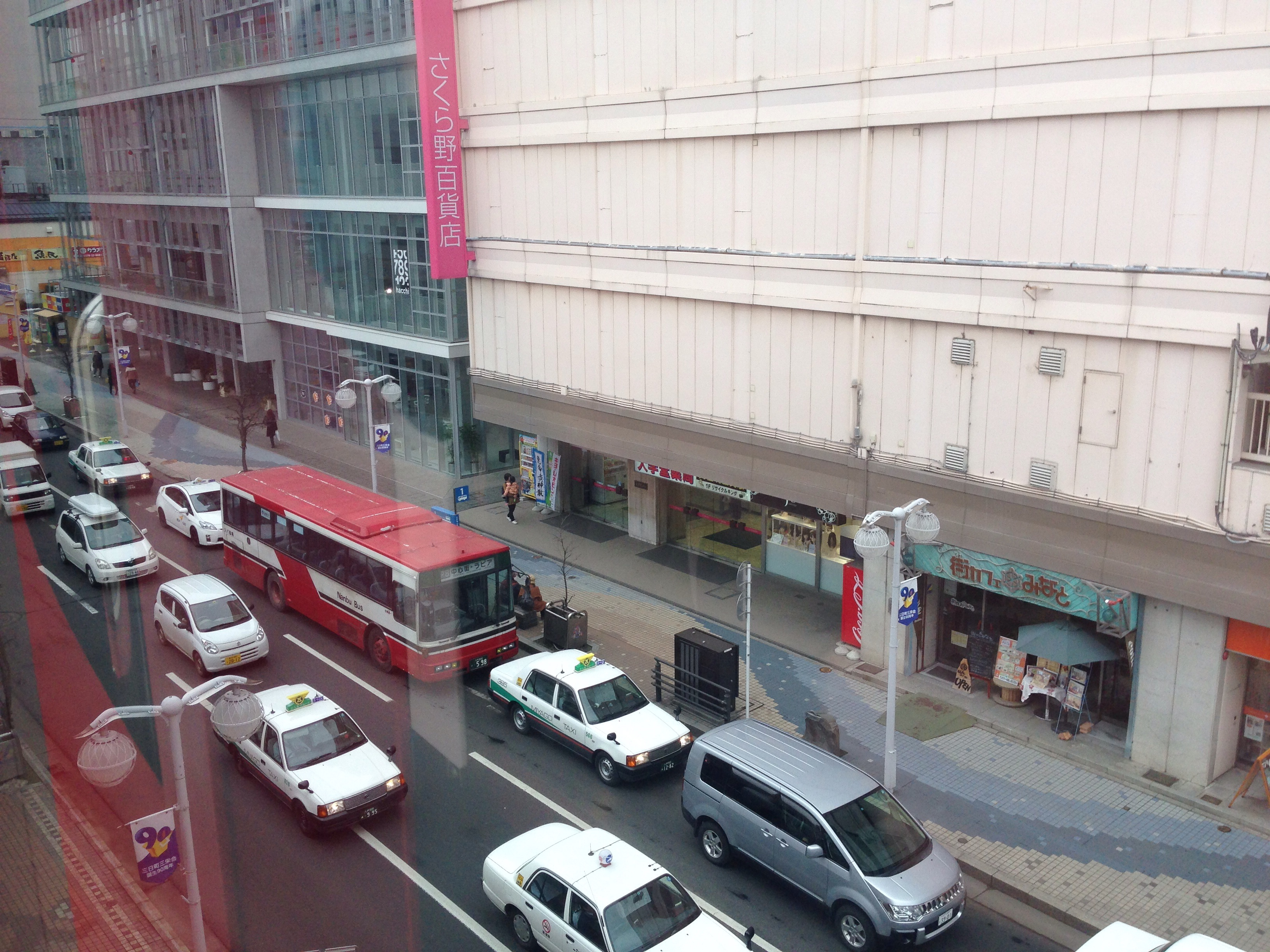
1番のりば（三日町）に停車中の南部バス

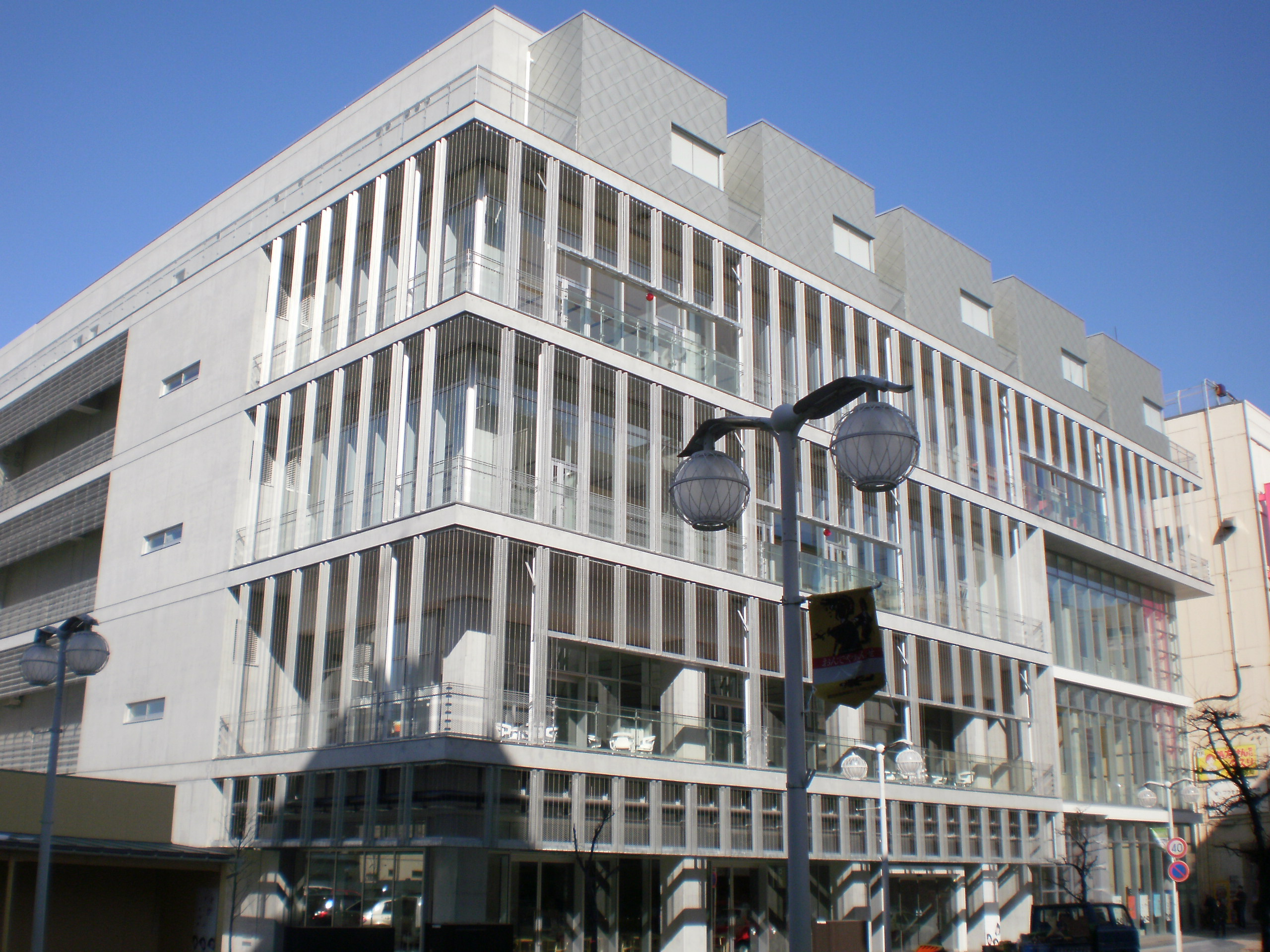
1番のりば前のバス案内所も入る八戸ポータルミュージアム（はっち）

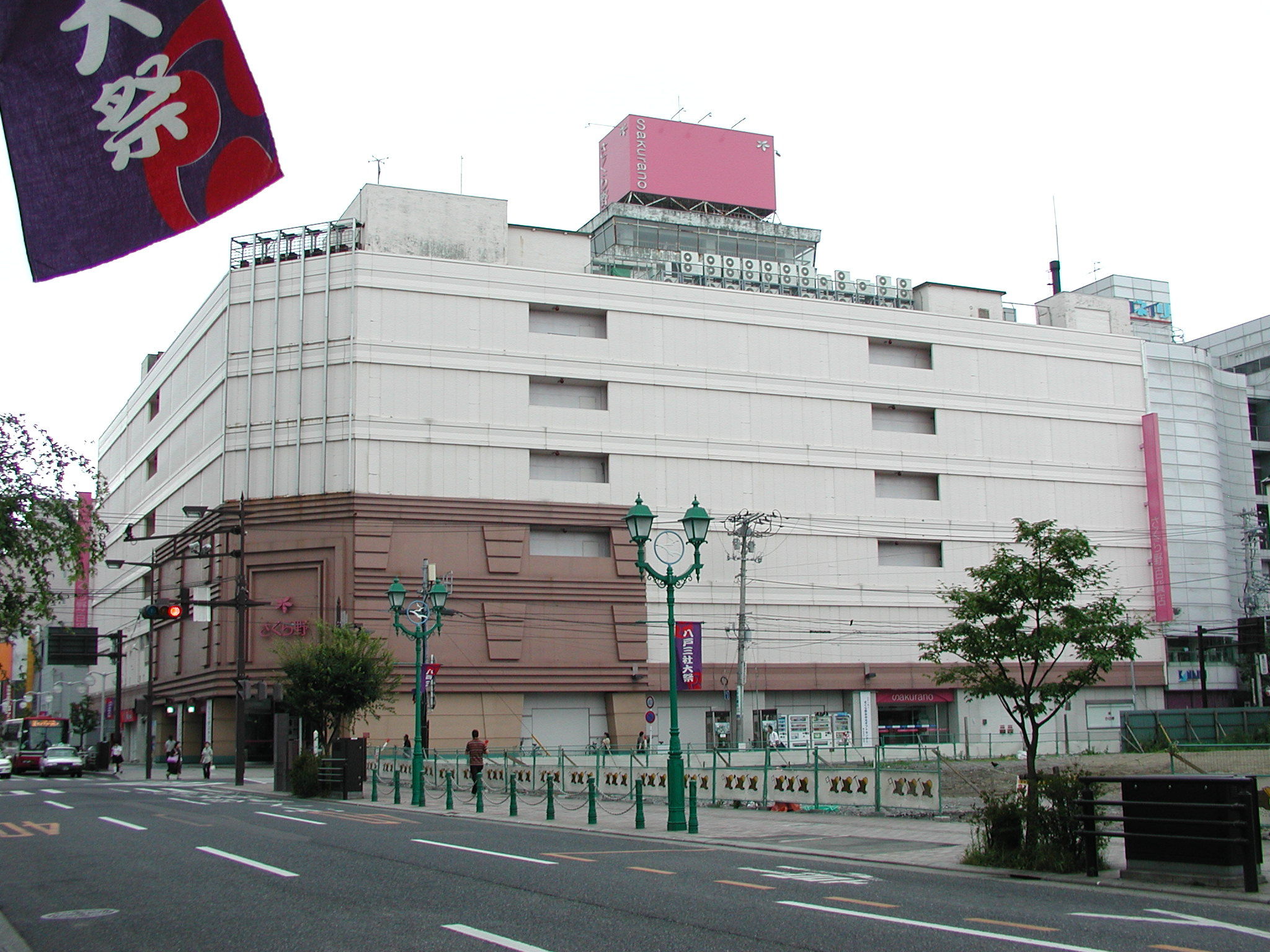
1番のりば前にあるさくら野百貨店八戸店

### 概要
かつては「三日町（丸光前）」→「三日町（ビブレ前）」→「三日町（さくら野前）」という名称であった。すぐ前には「さくら野百貨店」と「ポータルミュージアムはっち」がある。
ショッピングセンターなどの郊外型商業施設が密集している沼館江陽エリアへ向かう南部バスの路線や「市内循環線」などは多くがここを発着する。最寄り駅「本八戸駅」へは、ここから毎時数十本が設定されており1 - 10分間隔ほどの運行が確保されている。ここを発着する路線は全てすぐ先の三日町交差点を左折し市庁前・本八戸駅方面に向かう。2番のりば（八日町）発着の路線も当乗り場の前を通るがすべて通過となる。
市営バスのバスロケーションシステムを利用したリアルタイムの運行情報が電光掲示板により行われている。同様の情報提供が市内の主要停留所や公共施設、コンビニエンスストアなどでも行われている。
2010年4月から2019年3月まではここを発車する本八戸駅経由八太郎方面の各路線において、市営バスと南部バスの【中心街-八太郎共同運行】を実施していた。

### のりば周辺
- さくら野百貨店
- 八戸ポータルミュージアムはっち
  - バス案内所（1階エントランス）
- 三日町パーキング
- 金入
- みろく横丁（三日町側入口）
- ビッグエコー八戸三日町店

### 隣の停留所
- ■[P]・■[H]・[150円]市内循環線・シルバーフェリーシャトル
  - 十三日町 ⇒ 中心街[1]三日町 ⇒ 市庁前
  - 寺横町 ⇒ 中心街[1]三日町 ⇒ 市庁前

### 主な発着路線
|   | 番号  | 行先                     | 経由 | 間隔                  | 事業者     | 備考 |
| - | ----- | ------------------------ | --- | --------------------- | ---------- | --- |
| P | 50    | 本八戸駅                 | | 1-10分（10-18本/時）※ | 市営・南部 | ※他の本八戸駅経由の系統を合わせた間隔 |
| P | 8     | ラピア                   | 本八戸駅 - 工業高校前                                                                                                | 5-20分                | 市営・南部 | |
| P | 8     | ピアドゥ・ラピア         | 本八戸駅 - 年金事務所前 - ピアドゥ - ピアドゥ・イトーヨーカドー前 - ラピア                                           | 20-50分               | 南部       | 2019年3月までは城下四丁目・沼館一丁目経由 |
|   | 170円 | 市内循環線               | 本八戸駅 - 沼館一丁目 - シンフォニープラザ - ピアドゥ - ピアドゥ・イトーヨーカドー前 - ラピア - 栄町（中心街へ循環） | 35-40分               | 市営       | クリスマスと年末年始の時期において、土休日を中心に大幅な遅延が以前より多発していたため近年は12月の週末・祝日は沼館一丁目通過後、すぐ先の沼館交差点を右折し、シンフォニープラザ及びピアドゥ内を迂回する運行が実施されている。 |
|   |       | シルバーフェリーシャトル | | 7:25/20:40            | 南部       | |
| H | 58    | 多賀台団地               | 本八戸駅 - 八太郎 - 三菱製紙前                                                                                       | 20-60分               | 市営       | 2019年3月までは市営と南部の中心街-八太郎間の共同運行が行われていた。 |
| H | 59    | シルバークリニック       | 本八戸駅 - 八太郎 - 小田                                                                                             | 50-60分               | 市営       | 2019年3月までは市営と南部の中心街-八太郎間の共同運行が行われていた。 |
| H | 55    | 河原木団地南口           | 本八戸駅 - 八太郎 - 小田前                                                                                           | 60分                  | 市営       | ※朝・夕の時間帯のみ運行 2010年4月から2019年3月までは南部バスで運行 2019年3月までは市営と南部の中心街-八太郎間の共同運行が行われていた。                                                                                      |

## 2番のりば（八日町）

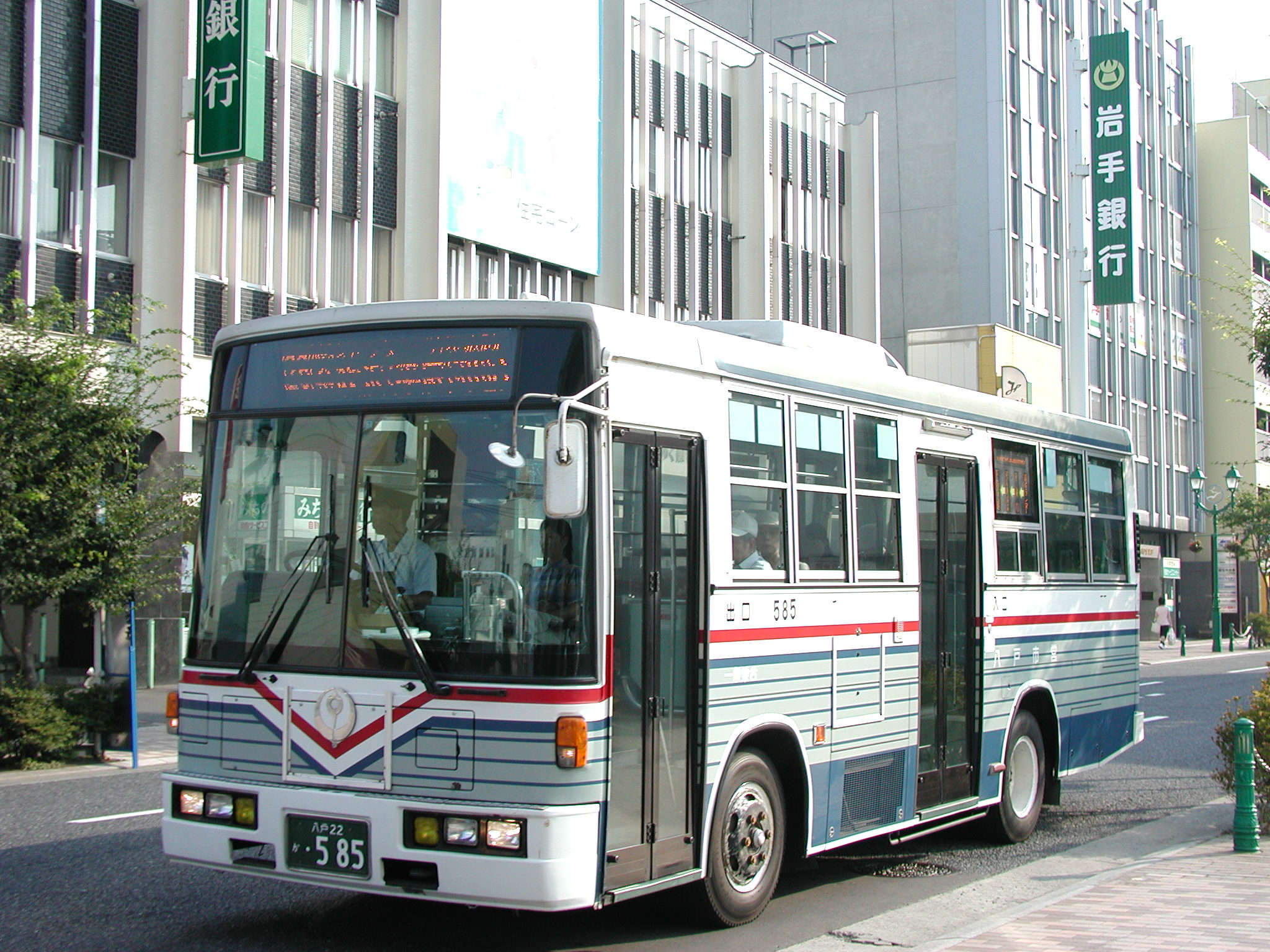
2番のりば（八日町）付近の市営バス

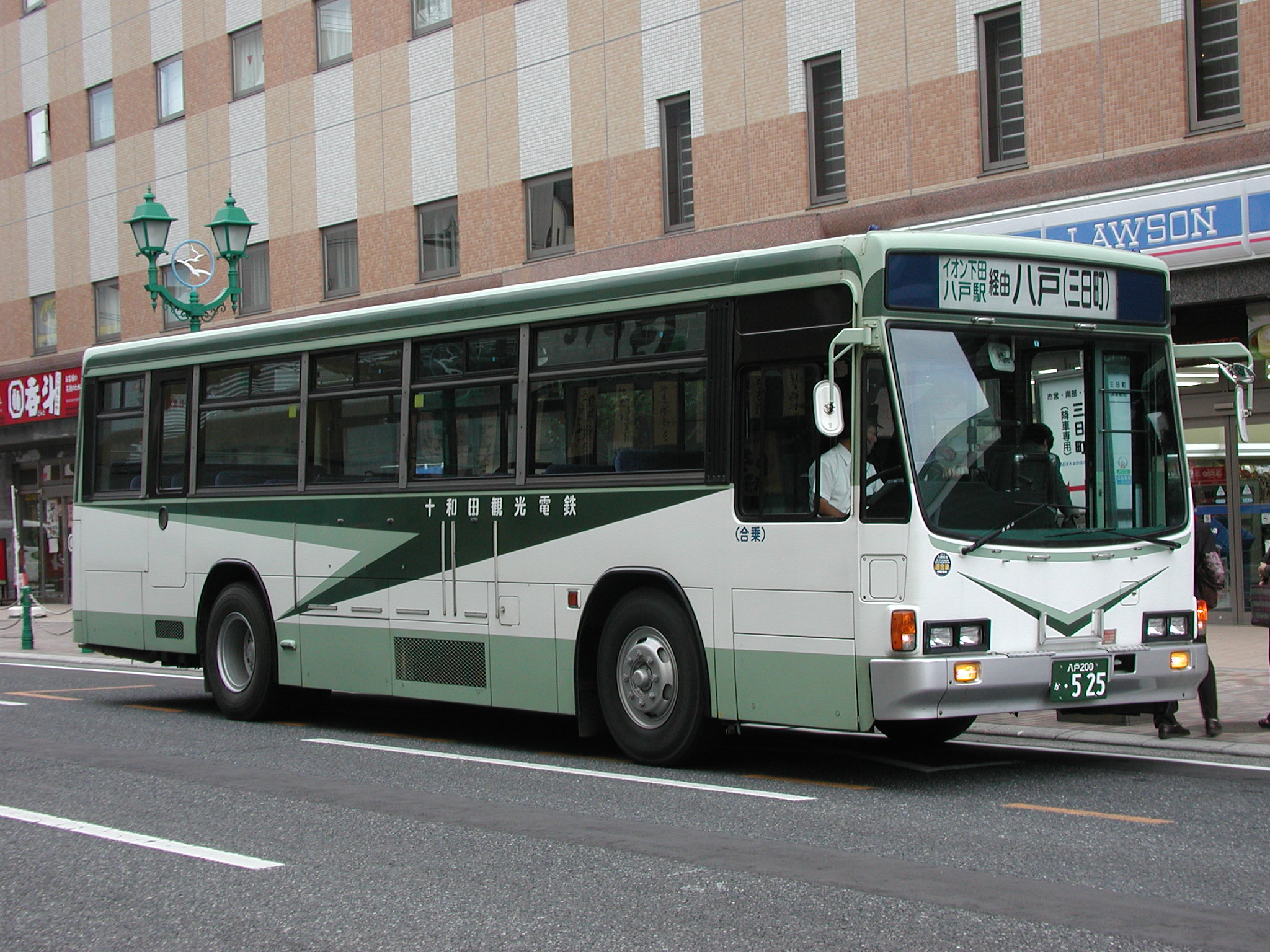
2番のりば（八日町）降車場付近に停車中の十鉄バス（2009年10月撮影）

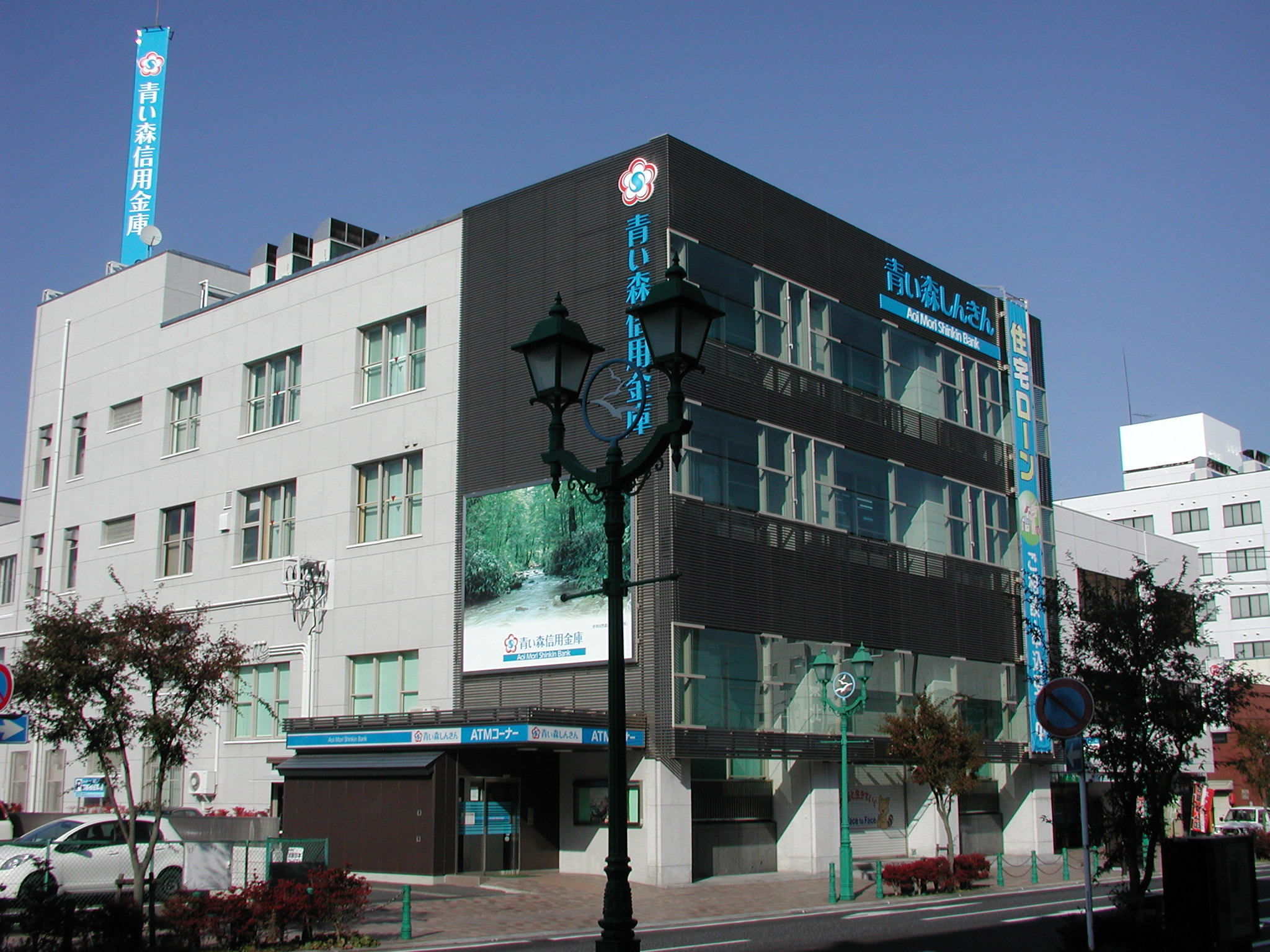
2番のりば前の青い森信用金庫本店

青い森信用金庫本店前
■[P]・■[M]・■[Y]・■[A]
[100円]ワンコインバスいさば号

### 概要
かつて市営バスでは「三日町（ダイヤビル前）」→「三日町（BeFM前）」、南部バスでは「八日町（BeFM前）」という名称であった。十鉄バスでは「八戸八日町」→「八戸三日町」→再度「八戸八日町」としていた。
[M]湊・鮫方面、[P]栄町まわりラピア方面、[Y]柳橋方面、[A]館花下まわり旭ヶ丘方面のすべての便が停車する。日曜朝市循環バス「ワンコインバス・いさば号」の発着のりばでもある。高速バスの降車場所はここに設定されており、通常の乗場からやや三日町よりに降車場の案内が設けられている。

### のりば周辺
- 青い森信用金庫本店（旧八戸信用金庫本店）
- 八日町パーキング
- 安藤昌益資料館
- ダイワロイネットホテル
- 岩手銀行
- みちのく銀行
- 秋田銀行
- 東北銀行
- 八戸酒類
- 三八五観光

### 隣の停留所
- ■[P]・■[M]・■[Y]・■[A]・[100円]ワンコインバスいさば号
  - 十三日町 ⇒ 中心街[2]八日町 ⇒ 二十八日町

### 主な発着路線
|   | 番号     | 行先                         | 経由 | 間隔   | 事業者     | 備考                            |
| - | -------- | ---------------------------- | --- | ------ | ---------- | ------------------------------- |
| M | 20       | 鮫                           | 上柳町 - 労災病院通                                                                                       | 20分   | 市営       |                                 |
| M | 12       | 高等支援学校                 | 上柳町 - 労災病院通 - 鮫                                                                                  | 20分   | 市営       |                                 |
| M | 24       | 岬台団地                     | 上柳町 - 労災病院通                                                                                       | 20分   | 市営       |                                 |
| M | 10・(12) | 鮫（一部[M12]高等支援学校）  | 湊本町 - 白銀                                                                                             | 60分   | 市営       |                                 |
| M | 30       | 旭ヶ丘営業所                 | 上柳町 - セメント前 - 旭ヶ丘団地 - 新井田西二丁目                                                         |        | 市営       |                                 |
| M | 15       | 金浜小学校                   | 上柳町 - 労災病院通 - 岬台団地北口 - 妻ノ神 - 種差海岸インフォメーションセンター - 法師浜 - 大久喜 - 金浜 |        | 市営       |                                 |
|   | 100円    | ワンコインバス・いさば号     | 柳町（湊山手通り朝市）- 館鼻漁港前（館鼻岸壁朝市）- 陸奥湊駅前（日曜新鮮市）- 中心街へ循環                | 20分   | 市営       | 5:55-6:55日曜朝市開催日のみ運行 |
| P | 8        | ラピア                       | 栄町 | 1-10分 | 市営・南部 |                                 |
| A | 3        | 旭ヶ丘営業所                 | 館花下 | 3-20分 | 市営       |                                 |
| A | 34       | 工業大学                     | 館花下 - 旭ヶ丘営業所                                                                                     | 3-20分 | 市営       |                                 |
| A | 27       | 八戸学院大学                 | 館花下 - 旭ヶ丘営業所                                                                                     | 3-20分 | 市営       |                                 |
| A | 100      | 階上庁舎（ハートフルプラザ） | 館花下 - 市営旭ヶ丘営業所 - 工業大学前 - 階上庁舎前 -（ハートフルプラザはしかみ行）                       |        | 南部       |                                 |
| Y | 26       | 平庭団地                     | 館花下 - 柳橋 - 上柳町 - 労災病院通                                                                       | 60分   | 市営       |                                 |

## 3番のりば（中央通り）

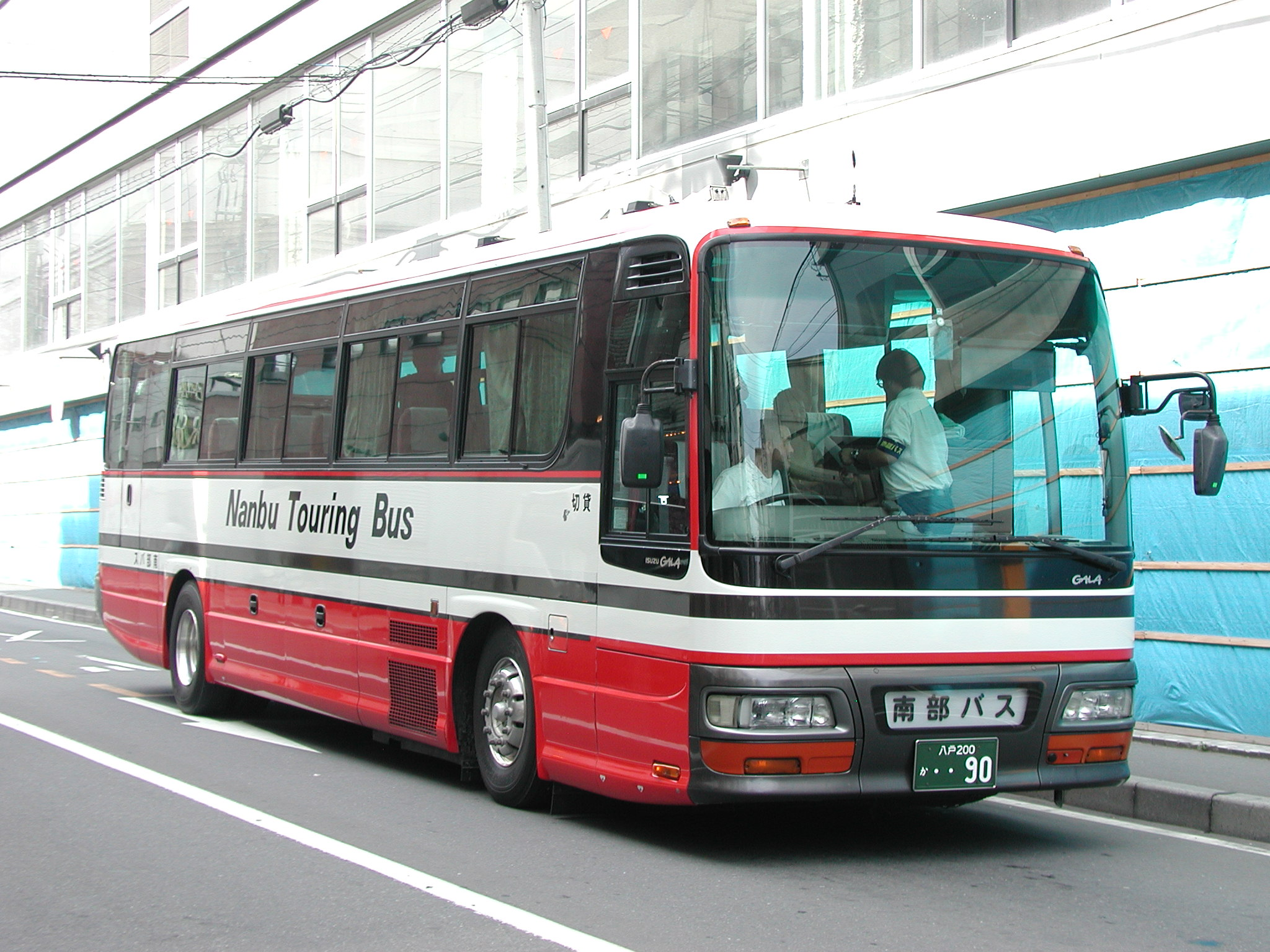
現在の中央通り付近の南部バスの高速バス。現在は六日町の発車となっている。

■[S]・■[J]・■[F]
るるっぷ八戸

### 概要
かつて市営バスでは「三日町（長崎屋前）」→「三日町（笹川前）」→「三日町（中央通り）」、南部バスでは「八日町（中央通り）」という名称であった。また「中央通り」の名称は、当停留所の隣の「長横町」停留所の前身（1990年代半ばまで）の名称でもあった。2010年途中までは、高速バスの乗り場でもあった。
るるっぷ八戸、[S]市民病院方面と[J]縄文・是川方面の一部を除きすべての便が停車する。5番のりば（六日町）発着の路線の一部も当乗り場の前を通るが全て通過となる。

### のりば周辺
- 八戸中心街ターミナルモビリティセンター

### 隣の停留所
- ■[S]・■[J]
  - 市庁前 ⇒ 中心街[3]中央通り ⇒ 長横町
- ■[S]
  - 十三日町 ⇒ 中心街[3]中央通り ⇒ 長横町
- るるっぷ八戸
  - 寺横町 ⇒ 中心街[3]中央通り ⇒ 長横町
- ■[F]
  - 市庁前 ⇒ 中心街[3]中央通り ⇒ 十六日町

### 主な発着路線
|   | 番号 | 行先                       | 経由 | 間隔     | 事業者 | 備考 |
| - | ---- | -------------------------- | --- | -------- | ------ | --- |
| S | 30   | 旭ヶ丘営業所               | 吹上 - 市民病院 - 旭ヶ丘団地                                                                                      | 20分     | 市営   | |
| S | 31   | 桜ヶ丘                     | 吹上 - 市民病院 - 旭ヶ丘団地 - 桜ヶ丘 -（旭ヶ丘営業所行）                                                         | 20分     | 市営   | |
| S | 32   | 第二桜ヶ丘                 | 吹上 -イオン田向店- 市民病院 - 旭ヶ丘団地 - 桜ヶ丘                                                                | 20分     | 市営   | |
| S | 34   | 工業大学                   | 吹上 - 市民病院 - 旭ヶ丘団地                                                                                      | 20分     | 市営   | 朝1本のみ運行、旭ヶ丘営業所は経由しない。 |
| S | 100  | 階上庁舎（石鉢まわり）     | 吹上 - 市民病院 - 妙 - 工業大学前 - 石鉢 - 階上中学校前                                                           | 20-60分  | 南部   | 平日・土曜は1日6本、 日曜・祝日は1日5本運行。 |
| S | 102  | 階上中学校                 | 吹上 - 市民病院 - 妙 - 工業大学前 - 階上庁舎前                                                                    | 20-60分  | 南部   | 平日・土曜は1日10本、 日曜・祝日は1日6本運行。 |
| S | 103  | 階上循環（階上庁舎まわり） | 吹上 - 市民病院 - 妙 - 工業大学前 - 階上庁舎前 - 松館 - 市民病院 - 吹上 - 中心街へ循環                            | 20-60分  | 南部   | 1日3本運行。 |
| S | 37   | イオン田向店               | 吹上 - 類家南団地 - 市民病院 - 新井田公園 - 対泉院前 ※                                                            | 60分     | 南部   | 2018年4月より旧るるっぷ八戸を引き継いだ路線 ※一部は是川団地一丁目始発→中居林→吹上→中心街経由の便がある。 ※便によっては市民病院は2回通過するが、新井田西三丁目→対泉院前→新井田の中町～イオン田向店の運行時は市民病院には乗り入れない。           |
| J | 40   | 是川団地                   | 吹上 - 中居林 - 斎場前 - こどもの国通 - 商業高校前                                                                | 10-20分※ | 市営   | ※中心街-中居林等間隔運行 一部るるっぷ含む |
| J | 42   | 是川団地（支所まわり）     | 吹上 - 中居林 - 縄文学習館 - 是川市民サービスセンター前                                                           | 10-20分※ | 南部   | ※中心街-中居林等間隔運行 一部るるっぷ含む |
| J | 112  | 荒谷（あさもや号）         | 吹上 - 中居林 - 縄文学習館 - 是川市民サービスセンター前                                                           | 10-20分※ | 南部   | ※中心街-中居林等間隔運行 一部るるっぷ含む |
| J | 120  | 大野（ミルキーライン大野） | 吹上 - 中居林 - 斎場前 - こどもの国通 - 田代 - 向田 - 下明戸                                                      | 10-20分※ | 南部   | ※中心街-中居林等間隔運行 一部るるっぷ含む |
| J | 43   | 是川団地（一丁目）         | 吹上 - 中居林 - 是川縄文館 - 是川団地 ※                                                                           | 60分     | 南部   | 2018年4月より旧るるっぷ八戸を引き継いだ路線 ※一部はイオン田向店始発→新井田西三丁目→吹上→中心街を経由する便がある。 ※便によっては市民病院は2回通過するが、新井田→対泉院前→新井田西三丁目のイオン田向店～中町の運行時は市民病院には乗り入れない。 |
| F | 1    | 大杉平バスセンター         | |          | 市営   | |
| F | 4    | 八戸営業所                 | | 20分※2   | 南部   | ※2:一部朔日町から発車 |
| F | 111  | 市ノ沢                     | 八高前 - 八戸営業所 - 泥障作 - 道の駅なんごう（日中のみ） - 南郷校舎 - 市ノ沢 -（大洋公園行）                     |          | 南部   | |
| F | 116  | 軽米                       | 八高前 - 八戸営業所 - 泥障作 - 道の駅なんごう（日中のみ） - 南郷校舎 - 市ノ沢 - 大洋公園行 - 西里 -（軽米病院行） |          | 南部   | |

## 4番のりば（朔日町）

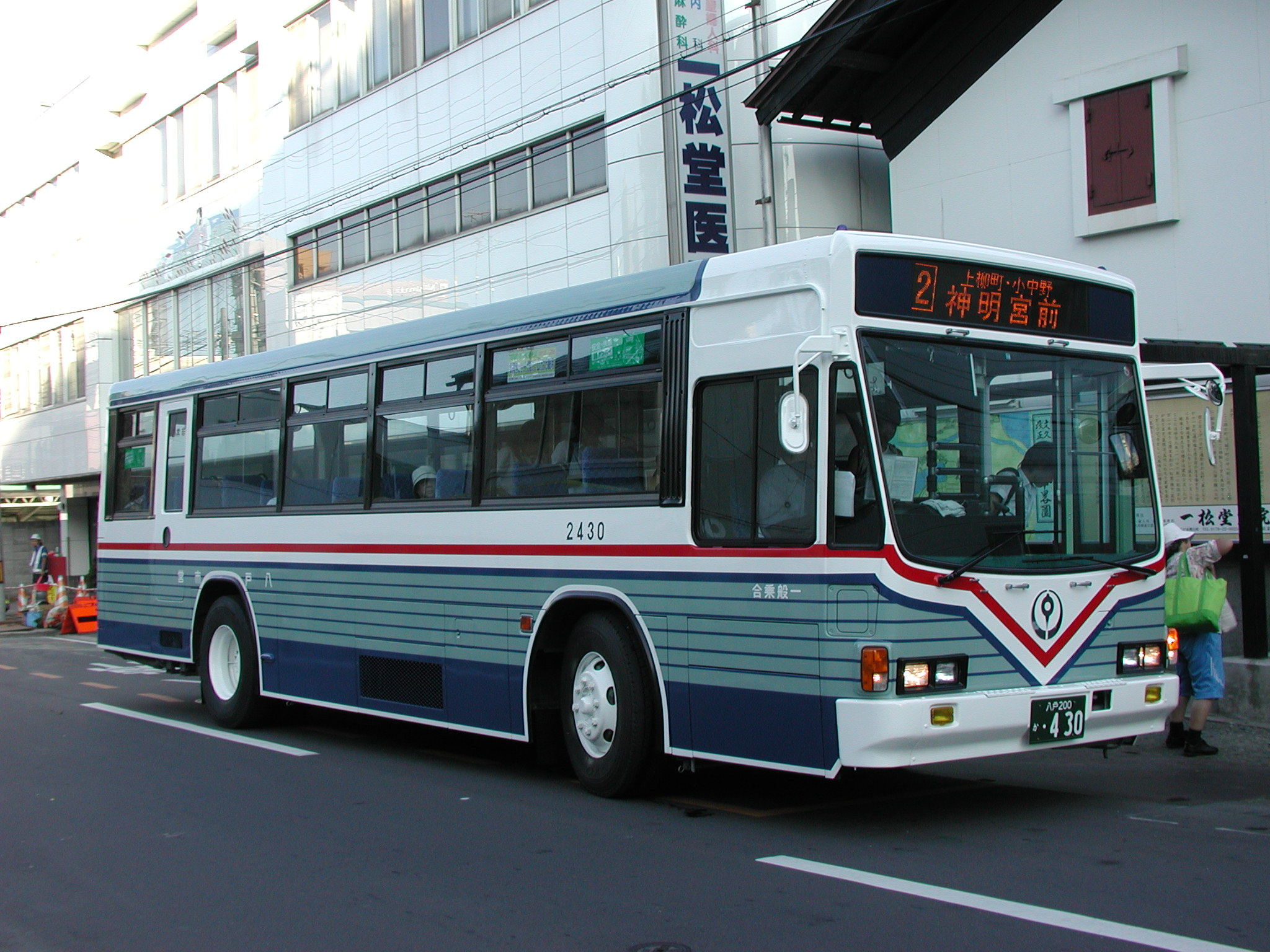
現在の4番のりば（朔日町）に停車中の市営バス。なお、神明宮前停留所は現在廃止されている。

■[F]・■[S]・■[J]

### 概要
かつては「朔日町（一松堂〈いっしょうどう〉前）」という名称であった。
[F]二ツ家方面の大杉平バスセンター行と八戸営業所（市営は上二ツ家）行、階上循環の松館先廻りが停車する。5番のりば(六日町)発着の路線も当乗り場の前を通るが全て通過となる。「市内循環線」が循環運転を終え中心街止まりになる場合は当停留所が終点となる。

### のりば周辺
- 一松堂医院

### 隣の停留所
- ■[F]
  - 下大工町 ⇒ 中心街[4]朔日町 ⇒ 十六日町
- ■[S]・■[J]
  - 下大工町 ⇒ 中心街[4]朔日町 ⇒ 長横町

### 主な発着路線
|   | 番号 | 行先                         | 経由                                                                            | 間隔      | 事業者     | 備考                                                                           |
| - | ---- | ---------------------------- | ------------------------------------------------------------------------------- | --------- | ---------- | ------------------------------------------------------------------------------ |
| F | 1    | 大杉平バスセンター           |                                                                                 | 5-10分    | 市営       |                                                                                |
| F | 4    | 八戸営業所（市営：上二ツ家） | 八高前（市営：大杉平バスセンター）                                              | 10-20分※1 | 南部・市営 | ※1:一部中央通りから発車                                                        |
| S | 104  | 階上循環（松館まわり）       | 吹上 - 市民病院 - 松館 - 階上庁舎前 - 工業大学前 - 妙 - 市民病院 - 中心街へ循環 |           | 南部       | これ以外の階上方面は全て中央通りから発車している。                             |
| J | 40   | 是川団地                     | 吹上 - 中居林 - 斎場前 - こどもの国通 - 商業高校前                              | 1本/日    | 市営       | 旭ヶ丘・上柳町方面からの便。これ以外の是川方面は全て中央通りから発車している。 |

## 5番のりば（六日町）

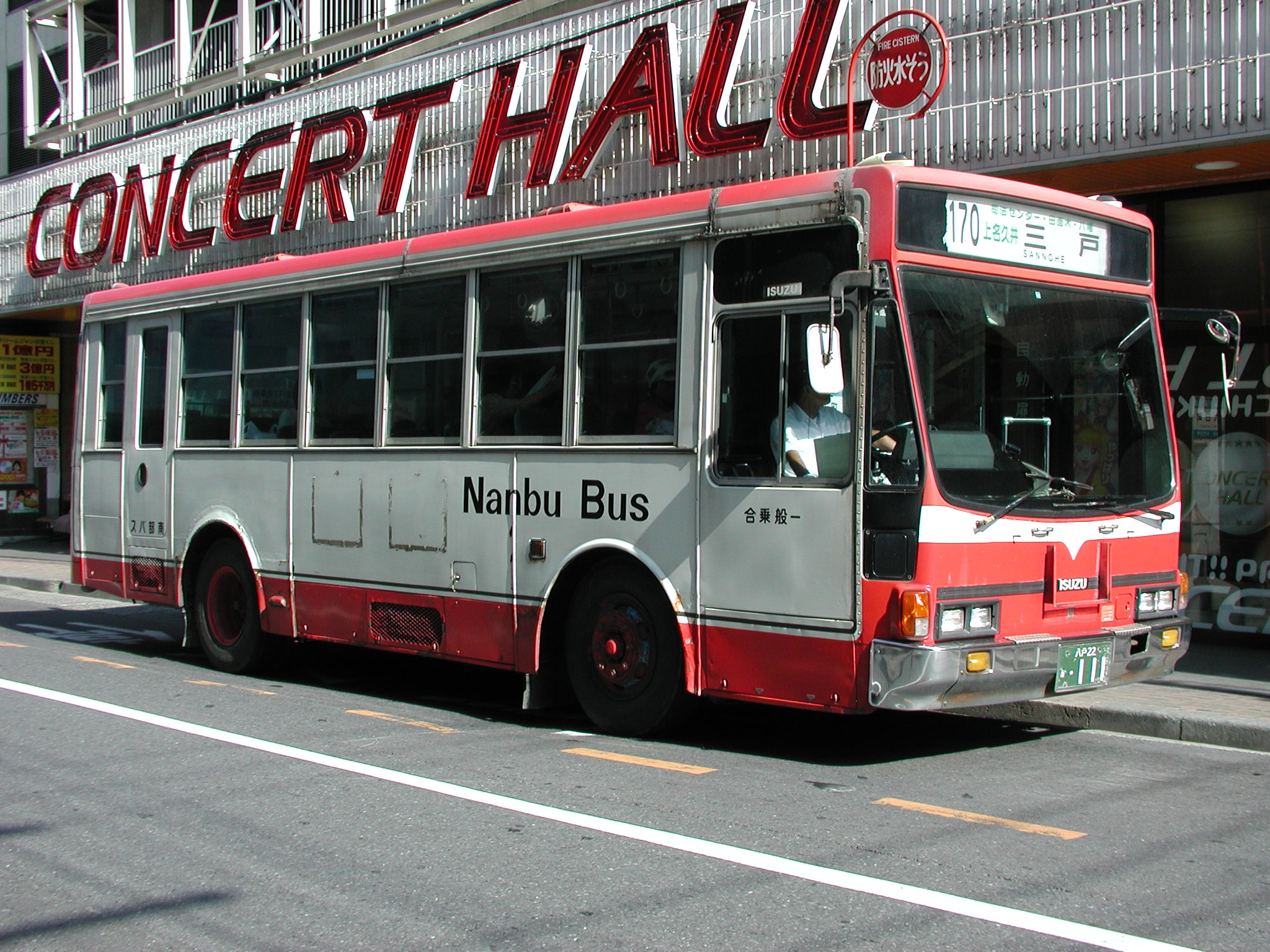
5番のりば（六日町）に停車中の南部バス三戸行

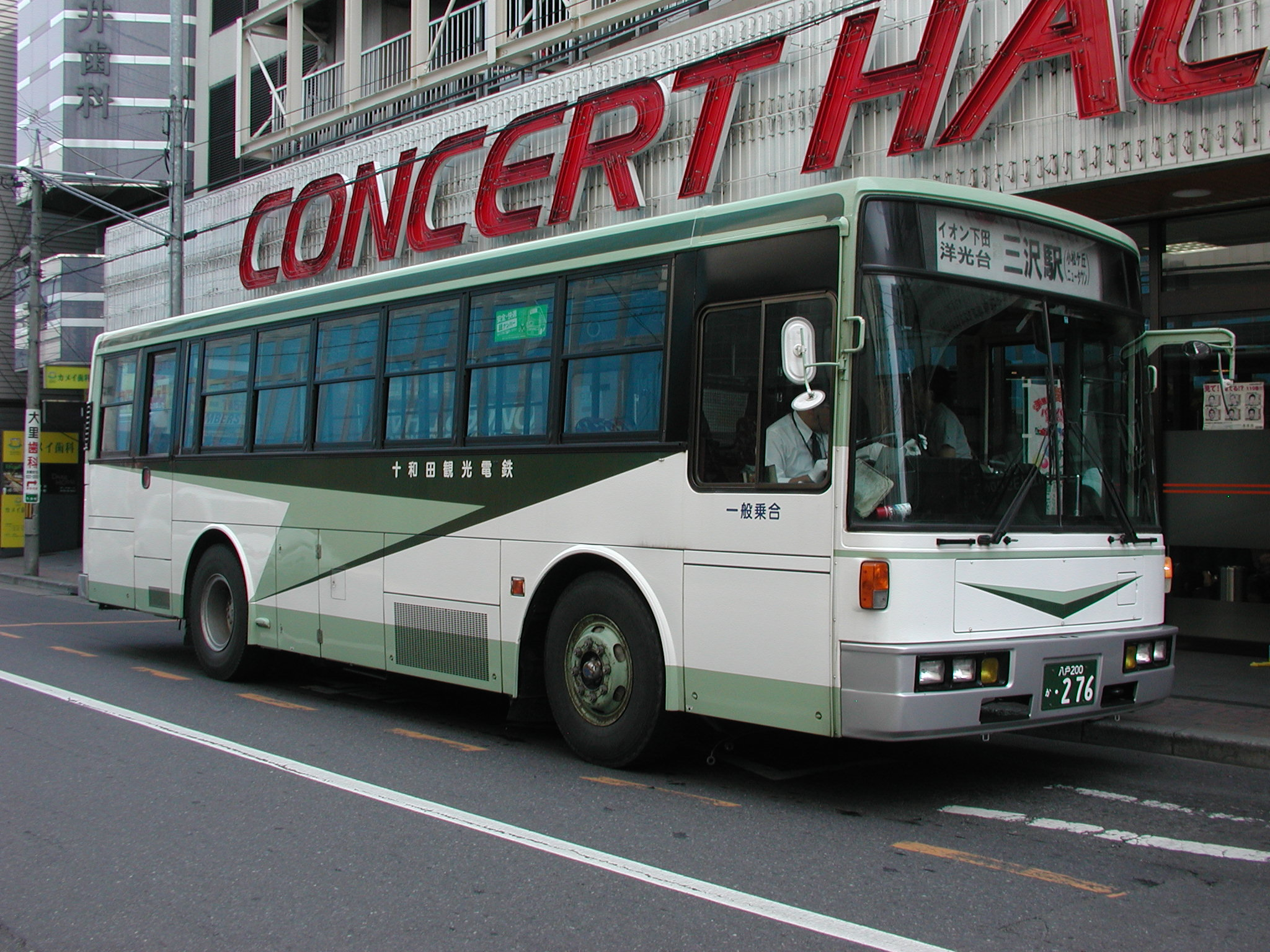
現在の5番のりば（六日町）付近に停車中の十鉄バス

コンサートホール前
■[N]・■[T]・■[W]・■[K]・■[G]・■[P]
高速バスのりば・八食200円以下バス・市内循環線・【八戸駅線10分間隔共同運行】

### 概要
かつては、「朔日町（ニチイ前）」→「六日町」であった。
[F]二ツ家方面を除く新荒町方面（西行）のバスが発着する。八戸駅線10分間隔共同運行便はここを発着する。盛岡・仙台・東京方面へ向かう高速バスの乗車停留所にもなっている。

### のりば周辺
- コンサートホール八戸店
- みろく横丁（六日町側入口）
- いわとくパルコ
- ホテルサンルート八戸
- 鷹匠小路
- JOYSOUND八戸店
- ゆりの木ボウル

### 隣の停留所
- ■[N]・■[T]・■[W]・■[K]・■[G]
  - 下大工町 ⇒ 中心街[5]六日町 ⇒ 十六日町
- ■[P]・市内循環線
  - 下大工町 ⇒ 中心街[5]六日町 ⇒ 中心街[1]三日町
- 八食200円以下バス
  - 十三日町 ⇒ 中心街[5]六日町 ⇒ 十六日町

### 主な発着路線
|   | 番号     | 行先                                          | 経由 | 間隔                | 事業者                 | 備考 |
| - | -------- | --------------------------------------------- | --- | ------------------- | ---------------------- | --- |
| N | 61       | 中央市場（八食センター）                      | 根城大橋 - 卸センター通り | 60分                | 市営                   | |
| N | 60・(63) | 八戸駅前（一部[N63]西高校）                   | 根城大橋 - 卸センター通り | 10分                | 市営・南部             | 八戸駅線共同運行                                                                                                 |
| T | 60・(63) | 八戸駅前（一部[T63]西高校）                   | 司法センター - 田面木 - 日赤入口(一部 日赤病院乗り入れ) | 10分                | 南部                   | 八戸駅線共同運行                                                                                                 |
| T | 71       | 聖ウルスラ学院（一部[W]八戸ニュータウン循環） | 司法センター - 田面木 - 高専前（一部、八戸ニュータウン線へ） | 30分                | 市営                   | 一部、八戸ニュータウンから中心街へ循環                                                                           |
| T | 72       | 一日市                                        | 司法センター - 田面木 - 八幡 | 20-60分             | 南部                   | |
| T | 133      | バーデハウス（通清水経由）                    | 司法センター - 田面木 - 八幡 - 下矢倉 - 杉沢 - あかね団地 | 5本/日              | 南部                   | |
| T | 170      | 三戸（剣吉駅前・上名久井経由）                | 司法センター - 田面木 - 八幡 - 高岩 - 南部町役場 - 剣吉駅前 - 広場 - 駅前角 - 三戸中央病院                                                                              | 60-80分             | 南部                   | 名農高前経由と 虎渡・医療健康センター経由とに 分かれる。                                                         |
| T | 190      | 田子（剣吉駅前・上名久井・三戸駅前経由）      | 司法センター - 田面木 - 八幡 - 高岩 - 南部町役場 - 剣吉駅前 - 広場 - 諏訪ノ平 - 駅前角 - 三戸駅前                                                                       | 1本/日              | 南部                   | |
| W | 75       | 八戸ニュータウン                              | 桜木町 - 根城六丁目 - グランドサンピア八戸 - 白山浄水場前（一部 高専線へ）                                                                                              | 60分                | 市営                   | 一部、高専線から中心街へ循環                                                                                     |
| W | 75       | 八戸ニュータウン（八高まわり）                | 八高前 - 二ツ家 - グランドサンピア八戸 - 白山浄水場前 |                     | 南部                   | |
| K | 67       | ハイテクパーク                                | 内舟渡 - 下長 |                     | 市営                   | 土休日運休 |
| K | 68       | 多賀台団地                                    | 内舟渡 - 河原木団地南口 - 高館 - 桔梗野 - 陸奥市川駅前 - 赤畑- 轟木※一部時間帯乗り入れ（一部 八太郎方面へ）                                                             | 20-40分             | 市営                   | 一部、八太郎から中心街へ                                                                                         |
| K |          | 十和田市方面（八戸駅経由）                    | 内舟渡 - 八戸駅前 - 内舟渡 - 下長 - 高館 - 桔梗野 - 陸奥市川駅通 - 赤畑 - 百石案内所 - イオンモール下田前 -（一部バイパス経由）- 六戸中央 - 三本木営業所 - 十和田市中央 | 50-80分             | 十鉄                   | |
|   | 八食     | 八食200円以下（イカ）バス                     | | 60分                | 南部                   | |
| G | 140      | 五戸                                          | 内舟渡 - 八戸駅前 - 張田 - 七崎 - 志戸岸 - 扇田 | 50-70分             | 南部                   | |
| P | 50       | 本八戸駅                                      | 中心街1番三日町 | 20-70分             | 市営                   | 旭ヶ丘営業所（舘鼻下経由）・工業大学・八戸学院大学方面より                                                       |
|   | 170円    | 市内循環線                                    | 中心街1番三日町 - 本八戸駅 - 沼館一丁目 - シンフォニープラザ - ピアドゥ - ピアドゥ・イトーヨーカドー前 - ラピア - 栄町（中心街へ循環）                                  | 35-40分             | 市営                   | 当停留所が始発の扱い                                                                                             |
|   | 高速     | 新宿・川崎 (MEX八戸)                          | バスタ新宿・川崎駅行 | 19:35発             | 岩手県北自動車南部支社 | [ 14 ] |
|   | 高速     | 仙台駅（うみねこ号）                          | 仙台駅東口行 | 7:50・8:50・15:10発 | 南部・十鉄             | かつては宮城交通（2012年1月31日で運休→2013年1月31日廃止）とJRバス東北（2018年3月31日で廃止）も運行を行っていた。 |
|   | 高速     | 盛岡（八盛号）                                | 盛岡駅西口 - 県庁・市役所前 - 盛岡バスセンター行 | 8:40・10:10発       | 南部・県北             | |